# Coloma Swaan
Coloma Francesca Hubertina Swaan (Weelde, 21 juni 1916 - Edegem, 12 december 2007) was een Belgische naturalistische kunstschilderes van landschappen en stillevens.

## Leven
Coloma Swaan werd geboren in het Kempische Weelde, een dorpje vlak bij de Nederlandse grens, als dochter van botanicus Laurent J.H.L. Swaan (1984-1973) en Johanna de Bie (1889-1982). Haar vader was eigenaar van "Boomkwekerij De Kempen" en rentmeester van Baron de Jamblinne de Meux. Haar moeder was dochter van een boomkwekersfamilie uit Zundert. In totaal kreeg het echtpaar zes kinderen (Johanna Swaan, Pelagia Swaan, Coloma Swaan, Josephine Swaan, Edmond Swaan en Jozef Swaan).
Van kindsbeen af had Coloma oog voor de wissel der jaargetijden en voor het kleurenspel in de bloementuin van haar ouders. Door de tijd verruimde haar blik en ontdekte ze het schilderachtig karakter van haar dagelijkse omgeving. Eens vaardig geworden met olieverf en penseel slaagde ze er al op jonge leeftijd in haar omgeving natuurgetrouw op doek te weer te geven. Ze is steeds met hart en ziel aan haar geboortegrond verknocht gebleven.
Op 3 mei 1938 huwde ze met Franciscus X.H. Leenders (1907- 1980). Het echtpaar kreeg vier jongens en twee meisjes: Jan M. Leenders (1939), Aldegonda L.H. Leenders (1940), Leopold J. Leenders (1941), Hendrik Leenders (1943), Guido J. Leenders (1952) en Maria B. Leenders (1953).
Onmiddellijk na haar huwelijk verbleef ze een korte periode in de Provinciestraat in Antwerpen. In de loop van haar leven zou ze meerdere malen van woonplaats veranderen: Lier (1938), Turnhout (1940), Weelde (1945), Oud-Turnhout (1948), Willebroek (1957),Weelde (1973) en Sint-Katelijne-Waver (2005).
Empathisch en altijd begaan met het leed van andere mensen nam ze na de Tweede Wereldoorlog via Caritas Catholica Belgica drie oorlogswezen in huis: Gunter Juricek (Oostenrijk), Edith Juricek (Oostenrijk) en Jozef Walczak (Polen).
Omwille van professionele redenen van haar echtgenoot verhuisde het gezin in 1957 naar Willebroek met zicht op de Willebroekse vaart. In deze periode ging ze dikwijls haar inspiratie zoeken in de nabijgelegen pittoreske Scheldedorpen Sint-Amands, Luipegem, Tielrode en zo vele anderen.
De laatste 30 jaar van haar leven bracht ze door in haar geboortedorp Weelde. Zij overleed in 2007 op 91-jarige leeftijd in het UZA te Edegem.

## Opleiding
Het lager onderwijs volgde ze in de Gemeentelijke Basisschool Sint-Jan te Weelde. In de loop van het zesde leerjaar kreeg ze bijlessen van meester Verbeeck ter voorbereiding van haar Franstalige opleiding in het secundair onderwijs. Op haar twaalfde vertrok ze naar de internationaal getinte kostschool Sint-Ursula-Instituut te Onze-Lieve-Vrouw-Waver. Al in het eerste secundair kwam ze uit als primus van de klas.
Van nature was ze linkshandig, maar moest ze van jongs af aan rechts leren schrijven en tekenen. In haar latere leven zou ze voornamelijk rechtshandig schilderen, maar af en toe linkshandig details aanbrengen.
In 1932 nodigden haar ouders de Brugse kustschilder René Thys (1899-1978) uit om gedurende zes maanden in hun huis te Weelde les te geven. Tijdens deze periode onderrichtte hij Coloma de basisbeginselen van de schilderkunst.
Haar niet aflatende nieuwsgierigheid om de finesse van de schilderskunst te beheersen zetten er haar toe aan zich op latere leeftijd in te schrijven in de Stedelijke Academie voor Schone Kunsten te Sint-Niklaas. Hier volgde ze het atelier schilderkunst bij Blanche Basecq van 1972 tot 1974, en van 1974 tot en met 1979 bij Hubert De Volder.
Van 1980 tot en met 2007 was ze lid van de Heemkunde- en Erfgoedvereniging Nicolaus Poppelius en van 1989 tot en met 2007 was ze als enige vrouw lid van de Koninklijke Mechelse Sint-Lucasgilde.

## Tentoonstellingen
In 1971 gaf ze haar eerste tentoonstelling in Galeria Hacienda in Keerbergen. De toenmalige kunstcriticus A. Le Roy stelde zich de vraag hoe het mogelijk was dat dergelijk talent zo lang verborgen bleef. Een overdreven auto-kritische ingesteld zijn was wellicht een van de bijzonderste redenen.
In 1975 nodigde de intercommunale maatschappij Intercom te Willebroek haar voor hun 8ste culturele manifestatie uit als vrouwelijke exposant. Deze keuze was duidelijk in het kader van het Internationaal jaar van de vrouw. Raadslid Liliane Verreth stelde haar openingstoespraak in de optiek van de vrouw in haar ontplooiingskansen in de toenmalige maatschappij. Tijdens de vernissage wist dichteres Tine Rabhooy de kunstwerken te beschrijven als een "oase van eenvoud midden de drukte van het dagelijks bestaan" en beklemtoonde zij het kleurenspel in de wisselende jaargetijden.
Een overzicht van haar solo-tentoonstellingen:
- 1971 : Keerbergen - Galeria Hacienda[9]
- 1973 : Willebroek - Galerij "De Schouwpijp"[10]
- 1975 : Willebroek - Intercom in 't kader van het "Jaar van de vrouw"[11]
- 1976 : Weelde - De Groes
- 1996 : Weelde - De Brouwerij

Een overzicht van haar groeps-tentoonstellingen:
- 1942 : Turnhout - Kursaal ter gelegenheid van de Jacob Smitsherdenking
- 1966 : Willebroek - Kunstkring "De Brug"
- 1971 : Willebroek - Gemeentelijke feestzaal[12]
- 1971 : Rotselaar - Monfortaans Seminarie
- 1972 : Puurs - Kunstkring "'Het Vierkant"
- 1975 : Weelde - Kunstkring "Luxuria"
- 1977 : Willebroek - 14 jaar Schouwpijp[13]
- 1983 : Turnhout - De Warande[14]
- 1989 : Mechelen - Koninklijke Lucasgilde[15]
- 1990 : Poppel - Cultuurfestival[16]
- 1990 : Mechelen - Koninklijke Lucasgilde[17]
- 1991 : Mechelen - Koninklijke Lucasgilde[18]
- 1992 : Philippine (Nederland) - Kerk van Philippine[19]
- 1993 : Mechelen - Koninklijke Lucasgilde[20]
- 1994 : Mechelen - Koninklijke Lucasgilde[21]
- 1995 : Mechelen - Koninklijke Lucasgilde[22]

## Eerbetoon
De cultuurraad van Ravels gaf de gemeenteraad van Ravels het advies haar een straatnaam te geven in een nieuwe verkaveling in de deelgemeente Weelde. De gemeenteraad besliste op september 2020 om de naam Olmenstraat (in navolging van naastgelegen Elzenstraat) te geven aan de straat ten nadele van haar eerbetoon.